# Calvörde
Calvörde är en kommun och ort i Landkreis Börde i förbundslandet Sachsen-Anhalt i Tyskland.
Kommunen bildades den 1 januari 2010 genom en sammanslagning av de tidigare kommunerna Berenbrock, Dorst, Grauingen, Klüden, Mannhausen, Velsdorf, Wegenstedt, Zobbenitz samt köpingen (Flecken) Calvörde.
Kommunen ingår i förvaltningsgemenskapen Flechtingen tillsammans med kommunerna Altenhausen, Beendorf, Bülstringen, Erxleben, Flechtingen och Ingersleben.